# Thomas Cole
(Thomas Cole)
Thomas Cole (Bolton, 1º febbraio 1801 – Catskill, 11 febbraio 1848) è stato un pittore inglese naturalizzato statunitense.
La famiglia di Cole, emigrando negli Stati Uniti, andò a Filadelfia e poi si stabilì a Steubenville, nell'Ohio.   Thomas ebbe come maestro un pittore paesaggista itinerante di nome Stein;  per due anni frequentò la Accademia di Belle Arti della Pennsylvania.  Nel 1826 Cole costruì la sua casa nel villaggio di Catskill, nello stato di New York, sulla sponda occidentale del fiume Hudson.   Da Catskill viaggiò frequentemente a piedi nel Nordest degli Stati Uniti di America,  facendo studi dei paesaggi a matita, ed utilizzandoli poi  per creare quadri nel suo studio durante l'inverno. Egli disegnava paesaggi realistici descritti nei minimi dettagli, ma era anche in grado di produrre scene grandiose e drammatiche utilizzando effetti di chiaroscuro.  Trascorse dal 1829 al 1832 e dal 1841 al 1842 all'estero, principalmente in Italia. Visse a Firenze con lo scultore americano Horatio Greenough.

## Biografia
Viene considerato il fondatore della Hudson River School, movimento artistico americano che fiorì nella metà del XIX secolo. La Hudson River School, così come gli stessi lavori di Thomas Cole, è nota per i realistici e dettagliati ritratti del paesaggio e della natura americani, che utilizzano temi del Romanticismo e del Naturalismo.
Nella pittura di Thomas Cole non mancano i temi allegorici o simbolici (Il Calice del Titano, Il sogno dell'architetto, la serie The Voyage of Life), biblici e religiosi (The Garden of Eden, la serie The Cross and the World Study), storici (The Departure, The Return, The Past, la serie Corso dell'Impero), mitologici (Prometheus Bound).
Nella primavera del 1832, durante un soggiorno in Italia fece alcuni schizzi nella campagna romana, per poi dipingere, in giugno, a Firenze, un quadro che rappresenta le rovine di un ponte con l'acquedotto romano e le montagne sullo sfondo; il dipinto si trova al Met Museum di New York ed è denominato: Uno Sguardo vicino a Tivoli (Mattina). Nel 1834 descrisse il suo dipinto così: "Uno sguardo vicino a Tivoli, rappresentante un ponte, ed una parte di un antico acquedotto chiamato 'L'arco di Nerone': una strada passa sotto le rovine dell'arco; è una scena mattutina, con della nebbia che sorge dalle montagne."